# Intendente Alvear
Intendente Alvear is een plaats in het Argentijnse bestuurlijke gebied Chapaleufú in de provincie La Pampa. De plaats telt 8.796 inwoners.